# Смирнов, Василий Павлович (спортсмен)
Васи́лий Па́влович Смирно́в (31 декабря 1908  [13 января 1909], Серпухов, Московская губерния — 12 июня 1987, Серпухов, Московская область) — советский футболист и хоккеист, футбольный и хоккейный тренер. Заслуженный мастер спорта (1947).

## Биография
Воспитанник заводской команды в Серпухове. Выступал в московских клубах «Трёхгорка» и «Динамо», где добился наибольших успехов. Провёл 11 матчей (все против сборной Турции) за сборную СССР, забил 4 мяча. Участник игр со сборной Праги (1935), парижским «Рэсингом» (1936) и со сборной Басконии (1937).
Соратник по «Динамо» Михаил Якушин так оценивал игру Василия Смирнова.
Коренастый и крепкий Смирнов не пасовал ни перед кем — атлетические единоборства были его стихией. Он прекрасно владел дриблингом и все игровые задачи всегда старался решить с его помощью. Если мяч попадал к нему где то на подступах к штрафной, Смирнов без колебаний шёл на обыгрыш соперников — настолько был уверен в себе и в случае удачи завершал атаку мощным ударом. Может быть, он несколько и злоупотреблял индивидуальной игрой, но зато часто благодаря ей добивался успеха. Во всяком случае, у него была репутация бомбардира. Игрок неуёмной страсти и удивительной выносливости, Смирнов успевал не только атаковать, но и помогать партнёрам обороняться. Такие действия нападающего для игры тех лет были редкостью.
Также играл в хоккей с мячом, где добился больших результатов. Играл на позиции левого полусреднего нападающего.
По окончании карьеры игрока был директором стадиона «Динамо» в Москве (1940—1941). Потом тренировал динамовские клубные команды по хоккею с мячом и футболу (1944—1956), команду Серпухова по футболу (1957—1962), впоследствии серпуховскую «Звезду» (1963—1968).

## Достижения
- В 1947 году присвоено звание Заслуженный мастер спорта.
- Орден «Знак Почёта» (27.04.1957) — «за успехи, достигнутые в деле развития массового физкультурного движения в стране, повышения мастерства советских спортсменов, и успешное выступление на международных соревнованиях»

### В футболе
- Чемпион Москвы: 1927 (весна), 1929 (осень), 1930 (весна), 1931 (осень), 1934 (осень), 1935 (весна)
- Победитель чемпионата общества «Динамо»: 1933
- Чемпион СССР: 1936 (весна), 1937
- Обладатель Кубка СССР: 1937
- Лучший бомбардир чемпионата: 1937
- В списке 33 лучших футболистов СССР — № 1 (1933)[1][2].

### В хоккее с мячом
- Чемпион СССР: 1936
- Обладатель Кубка СССР: 1937, 1938[2]
- В 1936 году был включён в список 22 лучших игроков сезона